# Hadeel Kouki

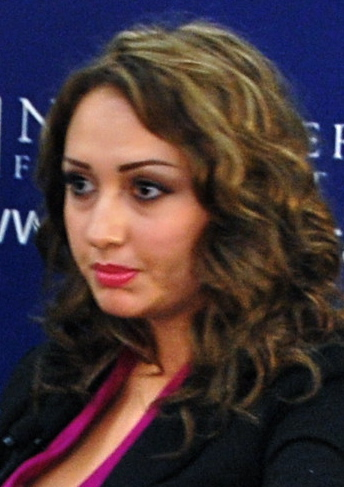
Hadeel Kouki, 2012

Hadeel Kouki (arabisch هديل كوكي, DMG Hadīl Kūkī; * ca. 1992) ist eine ehemalige Menschenrechts-Aktivistin aus Syrien.

## Leben
Hadeel Kouki stammt aus einer syrisch-christlichen Familie. Sie begann ein Studium an der Universität Aleppo. Anfang März 2011 wurde die 19-Jährige gefangen und von den Anhängern des Regimes von Baschar al-Assad 40 Tage lang gefangen gehalten und gefoltert, weil sie Flugblätter für eine Demokratisierung verteilt hatte. Zu den Folterungen zählten Elektroschocks und Vergewaltigung sowie Isolationshaft. Sie hatte keinen Zugang zu Anwälten und durfte keinen Besuch empfangen. Im Verlauf der nächsten Monate wurde sie weitere zwei Mal verhaftet, weil sie an Demonstrationen teilgenommen hatte. Im Dezember 2011 floh sie aus dem Land, als Agenten kamen, um sie zu verhaften, weil sie Protestierenden medizinische Hilfe geleistet hatte. Sie versteckte sich zuerst in der Wüste und konnte später mit Hilfe der Free Syrian Army in die Türkei entkommen. Von dort reiste sie nach Frankreich und Schweden. Später begab sie sich nach Ägypten, um die syrische Opposition zu unterstützen. Ihre Familie ist seither nach Europa ausgewandert.
Am 23. Februar 2012 brach syrische Geheimpolizei in ihr Apartment in Kairo ein, bedrohte ihr Leben und schlug sie zusammen.
Kouki hat den UN-Menschenrechtsrat, den Geneva Summit for Human Rights and Democracy, die New America Foundation, das United States Institute of Peace und andere Gruppen angerufen.
Kouki sprach das Assad-Regime während einer Rede im Libanon an, indem sie sagte: „Dieses Regime kann unter keinen Umständen als Schützer von Minderheiten-Rechten oder des Christentums betrachtet werden.“ Sie hat die Regierung von Präsident Barack Obama angegriffen, weil diese zu wenig für den Schutz der Minderheiten im Mittleren Osten getan hat, vor allem für Christen, säkulare Syrer und Kurden. Außerdem kritisierte sie christliche Führungspersönlichkeiten dafür, dass sie sich nicht öffentlich äußerten: „Keine der christlichen Persönlichkeiten oder Führer fragte nach uns als wir gefoltert und geschlagen wurden im Gefängnis“.
Seitdem lebt sie im Asyl in einem westlichen Land.